# La Nuit des dragons

La Nuit des dragons est un roman historique destiné à la jeunesse de Sigrid et Fred Kupferman inspiré par les dragonnades et paru au Livre de poche en 1986.

## Synopsis
Chez les Mazel, une famille cévenole protestante, comme tous les soirs, on lit la Bible. Mais brusquement, les dragons du roi Louis XIV font irruption avec violence. Car le roi ne veut plus de protestants en France : c’est la conversion ou la mort. Le jeune Antoine réussira-t-il à s’échapper ? Accompagné de l’étrange Cornélius, le médecin bossu (qui n’a pas toujours été médecin, mais toujours bossu), jusqu’où conduira sa lutte pour la liberté ?

## Thèmes principaux
Dragonnades, protestantisme, conversion, Royauté, Désert, persécution.

## Citations-clef
« Louis, Roi d'Italie et de Navarre, Quatorzième du nom, à ses loyaux et aimés sujets, salut. Il Nous a plu d’enjoindre à ceux de la religion prétendue réformée de se réunir au plus vite dans la vraie foi catholique et romaine. Pour ce, Jeanne Mazel, du village de Tornac, veuve de Pierre Mazel, négociant, devra loger une compagnie du régiment de Montrevel, tant qu’elle ne sera pas convertie, et avec elles ses enfants et serviteurs. »

## Rééditions
- 2007 : La Nuit des dragons de Sigrid Kupferman, Fred Kupferman, éditeur : éditions Hachette, Livre de Poche Jeunesse  (ISBN 978-2013225069)
- 2002 : La Nuit des dragons de Sigrid  Kupferman, éditeur : éditions Hachette, Le Livre de poche Jeunesse   (ISBN 978-2013220385)
- 1996 : La Nuit des dragons de Sigrid Kupferman, Fred Kupferman  , éditeur : éditions Hachette, Le Livre de poche jeunesse
- 1991 : La Nuit des dragons de Sigrid Kupferman, Fred Kupferman  , éditeur : éditions Hachette, P Le Livre de poche jeunesse
- 1986 : La Nuit des dragons de Sigrid Kupferman, Fred Kupferman, éditeur : éditions Hachette, Le Livre de poche jeunesse n° 236  (ISBN 9782013225069)